# 낙랑공주
낙랑공주(樂浪公主, ? ~ 32년)는 낙랑왕 최리(崔理)의 딸이다. 고구려 왕자 호동과의 사랑 이야기가 전해진다.

## 생애
《삼국사기》에 따르면, 32년 음력 4월 낙랑의 왕 최리는 옥저에서 유람하던 고구려 왕자 호동을 만난 후, 자신의 딸인 낙랑공주와 결혼하게 하였다. 당시 낙랑에는 적이 침입해 오면 저절로 소리를 내어 그 사실을 알리는 자명고(自鳴鼓)가 있어 정복하기가 어려웠는데, 고구려에 돌아온 호동은 낙랑공주에게 사자를 보내어 무기고에 들어가서 자명고와 나팔을 부순다면 예를 갖춰 공주를 맞이할 것이지만 그렇게 하지 못한다면 맞아들일 수가 없다고 전한다. 낙랑공주는 호동의 말을 따르고, 호동은 아버지 대무신왕에게 권하여 낙랑을 습격한다. 낙랑국왕 최리는 딸을 죽이고 고구려에 항복하였다.

## 가계
- 부왕 : 최리 (崔理)
  - 남편 : 호동 (好童, ? ~32년)
  - 이복시동생 : 모본왕
- 시 아버지 : 대무신왕
- 시 어머니 : 송씨
- 생시 어머니 : 해씨 부인 (解氏夫人) - 갈사부여의 갈사왕의 손녀
- 시숙부 : 민중왕, 재사
  - 시사촌 : 태조왕
- 시외숙부 : 갈사부여의 도두왕

## 관련 작품

### 드라마
- 《자명고》(SBS, 2009년, 배우: 박민영, 진지희 숙안공주 역

## 기타
낙랑공주는 낙랑국의 공주라는 의미로 이름은 전하지 않는다. 온달의 아내인 평강공주도 이와 마찬가지의 경우인데, '평강'이란 이름은 '평강상호왕(平崗上好王)'에서 따온 이름으로 '평강왕'은 그녀의 아버지인 평원왕의 다른 이름으로 쓰였으니 즉 평원왕의 딸이라는 의미로 평강공주라 기록된 것이다. 평강공주 역시 낙랑공주와 마찬가지로 이름은 전해지지 않는다.

## 같이 보기
- 낙랑
- 낙랑군
- 한사군
- 호동
- 민담
- 설화
- 전설